# For the Hell of It
For The Hell Of It è l'album di debutto del rapper statunitense Hell Rell, pubblicato il 25 settembre del 2007 dalla Diplomat Records e dalla Koch Records. Le collaborazioni vanno da Young Dro a Styles P e alla crew The Diplomats. Il primo singolo si intitola "Show It Off"

## Tracce
1. Intro
2. Do It For The Hustlers
3. Paperboy
4. Deep In Love
5. You Can Count On Me
6. Streets Gonna Love Me
7. Life In The Ghetto
8. The Hardest Out (con Styles P)
9. You Know What It Is (con Young Dro)
10. Show Off
11. I'm the Shit (con Cam'ron)
12. Respect Me (con J.R. Writer)
13. I Shall Proceed
14. Always Wanted To Be A Gangsta
15. Where Are You From? (con Juelz Santana)
16. I Am Not Playing With Them

### Best Buy Bonus Tracks
- 187
- Bars From Hell
- Ruga Rell